# Prado Velho
Prado Velho é um bairro da cidade brasileira de Curitiba, Paraná.

## História
A palavra prado vem do latim pratum e significa lugar plano, campina ou planície, principal característica para a construção e inauguração da segunda sede do Jockey Club do Paraná, ali transferido em 1899. Após a mudança do Jockey para novo endereço, em 1955, o local ficou conhecido por "Prado Velho" e oficializado em bairro no Decreto 774/75 de 1975.